# Dan vstaje naroda Črne gore
Dan vstaje naroda Črne gore je bil republiški praznik SR Črne gore, ki se je proslavljal 13. julija. Na ta dan leta 1941 so partizanski oddelki napadli več naselij, s čimer se je pričela NOVJ v Črni gori.